# ثقافة جنوب إفريقيا

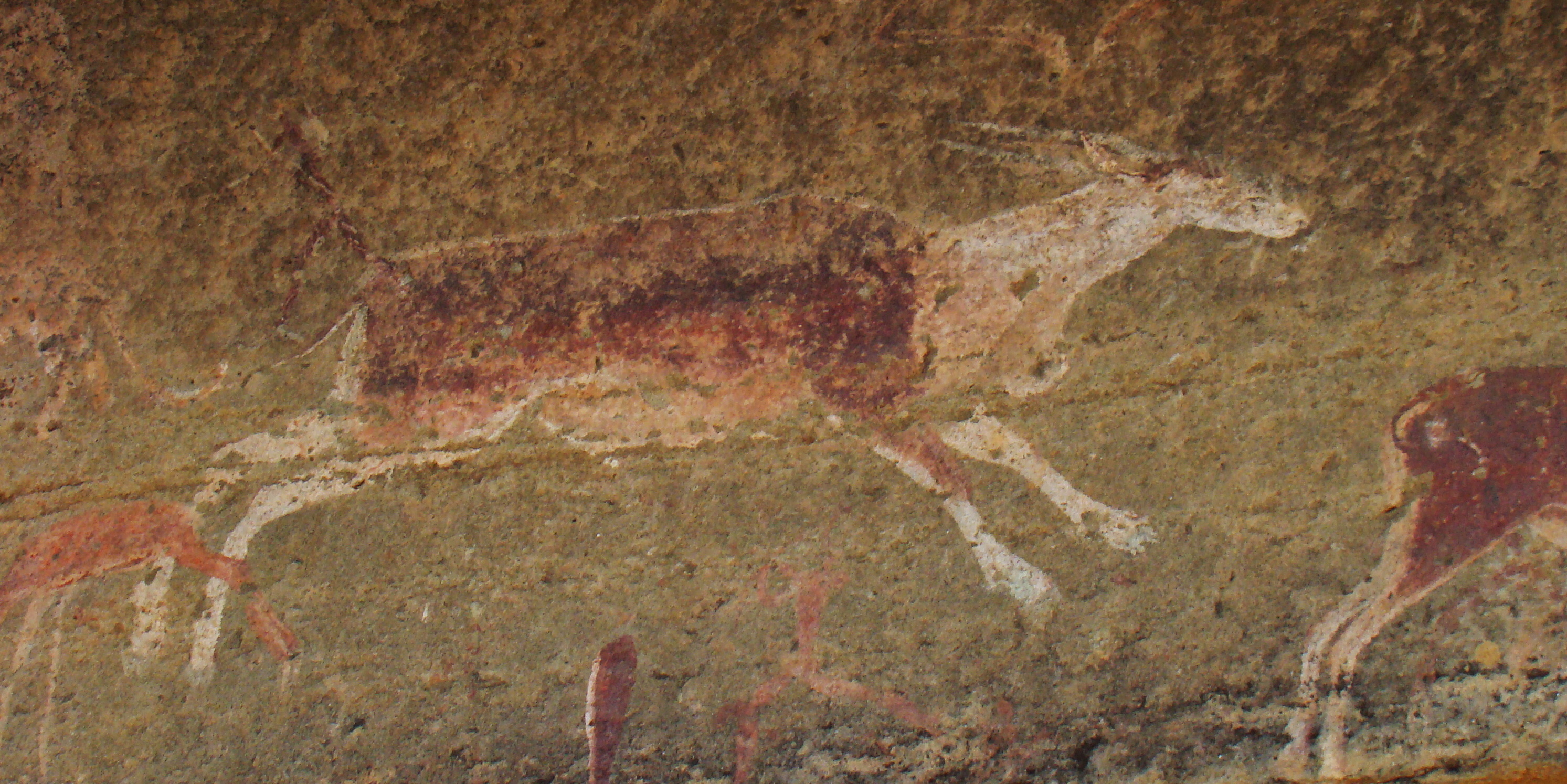
علند شائع، الرسم على الصخور في دراكنزبرج ، جنوب إفريقيا

تشتهر ثقافة جنوب أفريقيا بتنوعها العرقي والثقافي. ما تزال جنوب أفريقيا تمتلك عددًا كبيرًا من سكان الريف الذين يعيشون حياة فقيرة إلى حد كبير، لكن التقاليد الثقافية تعيش بقوة أكبر بين هؤلاء الناس، إذ انخفضت جوانب الثقافة التقليدية مع تزايد التحضر والتأثر بالغرب في جنوب أفريقيا. يتحدث سكان جنوب أفريقيا الحضريون عادة اللغة الإنجليزية أو اللغة الأفريقانية إلى جانب لغتهم الأم. هناك مجموعات أصغر عددًا لكنها ذات أهمية كبيرة تتحدث بلغات خويسان، وهي لغات غير مدرجة في اللغات الرسمية الإحدى عشرة، لكنها واحدة من ثماني لغات أخرى معترف بها رسميًا. هناك مجموعات صغيرة تتحدث باللغات المهددة بالانقراض، معظمها من عائلة خويسان التي لا تتمتع بوضع رسمي، ومع ذلك تحاول بعض الجماعات داخل جنوب أفريقيا تعزيز استخدامها وإحيائها.
يمتلك أفراد الطبقة الوسطى، وهم في الغالب من البيض والآسيويين وأعداد متزايدة من مجتمعات الألوان الأخرى، أنماط حياة متماثلة في كثير من النواحي لأشخاص يعيشون في أوروبا الغربية وأمريكا الشمالية وأستراليا ونيوزيلندا.
يحافظ مواطنو جنوب أفريقيا من الهنود على تراثهم الثقافي ولغاتهم ومعتقداتهم الدينية، سواء كانوا مسيحيين أو هندوس أو مسلمين ويتحدثون الإنجليزية، إلى جانب تحدثهم باللغات الهندية مثل الهندية أو التيلوغوية أو التاميلية أو الكجراتية بشكل أقل تكرارًا وباعتبارها لغات ثانوية. أثرت موجة الهجرة اتي حصلت بعد الفصل العنصري من جنوب آسيا (بما في ذلك الهجرة الباكستانية) أيضًا على الثقافة الهندية في جنوب أفريقيا.

## الفن
اكتُشفت أقدم القطع الفنية في العالم في كهف يقع في جنوب أفريقيا. يعود تاريخ هذه القطع إلى 75000 عامًا مضى، ولا يمكن أن تمتلك هذه القواقع الحلزونية الصغيرة وظيفة أخرى غير أنها قلائد معلقة على خيط. كانت جنوب أفريقيا واحدة من مهاد الأنواع البشرية. صنع الفن هو واحد من الخصائص المميزة للصنف البشري (معنى «آرس» في اللاتينية هو عمل أو تشكيل من المواد الأساسية).
تمتلك القبائل المبعثرة من شعوب خويسان التي انتقلت إلى جنوب أفريقيا منذ نحو 10000 قبل الميلاد، أساليب فنية بليغة خاصة بها شوهدت اليوم في العديد من لوحات الكهوف. خلف هذه القبائل شعوب بانتو ونغوني بمفرداتهم الفنية الخاصة. كانت الأشكال الفنية القبلية التقليدية في القرن العشرين مبعثرة وقد أُعيد دمجها بسبب سياسات الفصل العنصري المسببة للخلاف.
تطورت أشكال جديدة من الفن في المناجم والبلدات: فن ديناميكي يستخدم كل شيء من الأشرطة البلاستيكية إلى مكابح الدراجات. ساهم الفن الشعبي المتأثر بالهولندية للتريكبور الأفريقان والفنانين البيض الحضريين الذين يتابعون بجدية التقاليد الأوربية المتغيرة منذ خمسينيات القرن التاسع عشر فصاعدًا في هذا المزيج الانتقائي المستمر بالتطور حتى اليوم.
تطور أحد أشكال الفن خلال فترة الفصل العنصري. أُطلق على هذا الوصف الجديد «فن ضاحية المدينة» وشاع في الستينيات والسبعينيات من القرن العشرين. يميل هذا الأسلوب الفني إلى تصوير مشاهد من الحياة اليومية للأفراد السود الفقراء في جنوب أفريقيا. تُعد المنازل المتداعية والنساء اللواتي يغسلن الملابس وصافرات البنس ولوحات الأم والطفل السود من العناصر البصرية في هذا الأسلوب الفني.
تتمتع جنوب أفريقيا المعاصرة بمشهد فني ممتاز، إذ حصل الفنانون على اعتراف دولي. تضمن معرض «الشخصيات والخيال» الأخير للتصوير الفوتوغرافي الجنوب أفريقي في متحف فيكتوريا وألبرت في لندن على أعمال ميكائيل سوبوتزكي وزانيل موهولي ودايفيد غولدبلات وزويليثو ميثيثوا وغاي تيليم. من الفنانين المعاصرين في جنوب أفريقيا الذين قوبلت أعمالهم بشهرة دولية، مارلين دوماس وويليام كنريدج.

## سوق الفن
تُعد جنوب أفريقيا السوق الرائدة للفن الأفريقي الحديث والمعاصر داخل القارة، وذلك بحسب البيانات التي جمعها تقرير سوق الفن العالمي في أفريقيا.[بحاجة لمصدر]

## العمارة

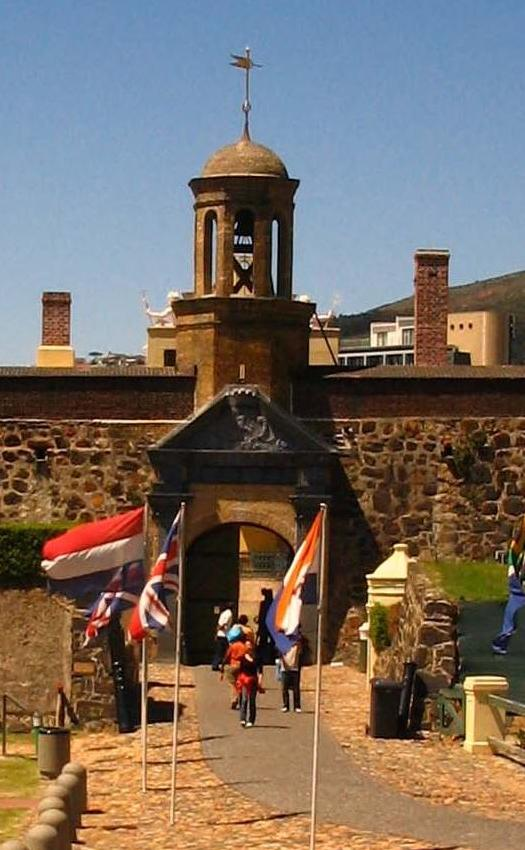
قلعة الرجاء الصالح ، أقدم مبنى في جنوب إفريقيا

تعكس عمارة جنوب أفريقيا التنوع العرقي والثقافي الواسع للبلاد وفترة الاستعمار التاريخية. إضافة إلى ذلك، ساهمت التأثيرات التي جاءت من بلدان بعيدة أخرى في تنوع المشهد المعماري في جنوب أفريقيا.
صمم هربرت بيكر وهو من بين أكثر المعماريين نفوذًا في البلاد، مباني الاتحاد في بريتوريا. تشمل المباني الأخرى الجديرة بالذكر نصب رودس التذكاري وكاتدرائية سانت جورج في كيب تاون وكلية سانت جون في جوهانسبرغ.
برزت عمارة كيب الهولندية في الأيام الأولى (القرن السابع عشر) من مستعمرة كيب، ويُشتق اسمها من حقيقة أن المستوطنين الأوليين في كيب كانوا هولنديين في المقام الأول. تعود جذور الأسلوب إلى هولندا في العصور الوسطى وألمانيا وفرنسا وإندونيسيا. تتميز منازل هذا الأسلوب بتصميم خاص يمكن تمييزه بسهولة، مع صفة بارزة هي الجملونات الكبيرة والمستديرة المزخرفة، التي تذكرنا بصفات منازل مدينة أمستردام المبنية بالأسلوب الهولندي.
تمتلئ المناظر الطبيعية الريفية في جنوب أفريقيا بالعمارة الأفريقية التقليدية والأوروبية.

## الأدب

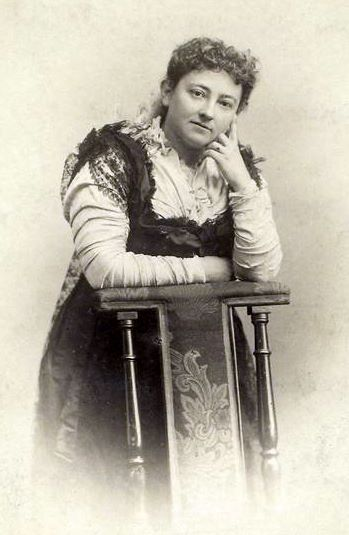
أوليف شراينر ، مؤلفة قصة مزرعة أفريقية (عام 1883)

يوجد 11 لغة وطنية في جنوب أفريقيا. أنتج التاريخ الاجتماعي والسياسي الفريد في جنوب أفريقيا مجموعة متنوعة غنية من الأدب، مع موضوعات تغطي حياة ما قبل الاستعمار وأيام الفصل العنصري وحياة الناس في «جنوب أفريقيا الجديدة».
كان العديد من مؤلفي المطبوعات السود الجنوب الأفريقيين الأوائل قد تلقوا تعليمًا تبشيريًا، وبالتالي كتب الكثيرون منهم إما باللغة الإنجليزية أو اللغة الأفريقانية. كانت إحدى أولى الروايات المعروفة التي كتبها مؤلف أسود بلغة أفريقانية هي مهودي لسليمان تيكيسو بلاتجي، التي كتبها عام 1930.
نادين غورديمير هي كاتبة من بين أبرز الكتاب البيض الناطقين بالإنجليزية، والتي تُعد على حد تعبير شيموس هيني واحدة من «أفراد عصابات الخيال»، وأصبحت أول امرأة جنوب أفريقية وسابع امرأة تحصل على جائزة نوبل للآداب في عام 1991. أُصدرت روايتها شعب يوليو في عام 1981 التي تصور انهيار حكم الأقلية البيضاء.
عُرضت مسرحيات أثوب فيجارد بانتظام في المسارح المهمشة في جنوب أفريقيا ولندن (مسرح الرويال كورت) ومدينة نيويورك. كانت قصة مزرعة أفريقية لأوليف شراينر بمثابة اكتشاف في الأدب الفيكتوري، وقد أعلن الكثيرون أنها ادخال للنسوية في الشكل الجديد.
نشر آلان باتون الرواية المشهورة إبك، البلد الحبيب في عام 1948. وأخبر فيها قصة كاهن أسود جاء إلى جوهانسبرغ لإيجاد ابنه. أصبح هذا الكتاب من أكثر الكتب مبيعًا على مستوى العالم. أصبحت مجلة درام في خمسينيات القرن العشرين مرتعًا للهجاء السياسي والخيال والمقالات، مما أعطى صوتًا لثقافة السود الحضرية.
بدأ كتاب اللغة الأفريقانية بكتابة مواد مثيرة للجدل. سُجن برايتن بريتنباخ لتورطه مع حركة العصابات ضد الفصل العنصري. كان أندريه برينك أول كاتب باللغة الأفريقانية تحظره الحكومة بعد نشره رواية موسم أبيض جاف، يتحدث فيها عن رجل أبيض من جنوب أفريقيا يكتشف الحقيقة عن صديقه الأسود الذي مات في حجز الشرطة.
نشر جون ماكسويل كوتزي لأول مرة في سبعينيات القرن العشرين، واعتُرف به دوليًا في عام 1983، بعد روايته التي حازت على جائزة بوكر بعنوان حياة وزمن مايكل كي. فازت رواية له بعنوان العار في عام 1999 بجائزته الثانية للبوكر إضافة إلى جائزة الكومنولث للكتاب عام 2000. حصل أيضًا على جائزة نوبل للآداب عام 2003.
ولد الكاتب جون رونالد تولكين مؤلف رواية الهوبيت وسيد الخواتم وسيلماريليون في بلومفونتين عام 1892.